# Giovanni Renosto
Giovanni Renosto (Treviso, 14 september 1960) is een Italiaans voormalig wielrenner die zowel actief was in het baan- als het wegwielrennen.

## Carrière
Renosto werd in september 1980 profwielrenner bij de Italiaanse wielerploeg Magniflex-Olmo. Het daaropvolgende seizoen won hij de elfde etappe van de Ronde van Italië en werd hij tweede in Milaan-Turijn. In 1984 won hij de vijfde etappe in de Ronde van Zweden.
Als baanwielrenner was Renosto gespecialiseerd in het stayeren. In deze discipline won hij tussen 1986 en 1989 vier keer op rij het Italiaans kampioenschap en in 1989 het wereldkampioenschap. 

## Palmares

### Wegwielrennen
1979
Ronde van Belvedere
1980
6e en 9e etappe Baby Giro
Proloog en 2e etappe Ronde van de Aostavallei
1981
11e etappe Ronde van Italië
1984
5e etappe Ronde van Zweden

### Baanwielrennen
1982
 Italiaans kampioenschap baanwielrennen, stayeren
1986
 Italiaans kampioenschap baanwielrennen, stayeren
 Wereldkampioenschap baanwielrennen, stayeren
1987
 Italiaans kampioenschap baanwielrennen, stayeren
1988
 Italiaans kampioenschap baanwielrennen, stayeren
1989
 Italiaans kampioenschap baanwielrennen, stayeren
 Wereldkampioenschap baanwielrennen, stayeren